# Houppeville

Houppeville este o comună în departamentul Seine-Maritime, Franța. În 1 ianuarie 2022 avea o populație de 2.849 de locuitori.